# Carsoli
Carsoli este o comună din provincia L'Aquila, regiunea Abruzzo, Italia.
Populația comunei este de 5.481 de locuitori (30 iunie 2007).

## Demografie
Carsoli - evoluția demografică

|  | Graficele sunt indisponibile din cauza unor probleme tehnice. Mai multe informații se găsesc la Phabricator și la wiki-ul MediaWiki. |

Date: Recensăminte sau birourile de statistică - grafică realizată de Wikipedia